# Primera Divisió 2013/14
Het seizoen 2013/14 was het 19de seizoen dat om het landskampioenschap van Andorra in het voetbal wordt gestreden. Het kampioenschap bestaat uit twee rondes, waarbij in de eerste ronde alle clubs elkaar twee keer bekampen, voor een totaal van 14 wedstrijden per club. De vier best geklasseerde clubs aan het einde van deze ronde spelen in de "Kampioenenronde", de vier slechtst geklasseerde clubs in de "Degradatieronde". Punten verworven in de eerste ronde worden mee doorgenomen naar de tweede ronde. FC Lusitanos treedt als regerend landskampioen aan in dit seizoen.

## Eerste ronde
|   | Club                  | WG | W  | G | V  | DV | DT | +/- | P  | Promotie/Degradatie               |
| - | --------------------- | -- | -- | - | -- | -- | -- | --- | -- | --------------------------------- |
| 1 | FC Santa Coloma       | 14 | 10 | 2 | 2  | 41 | 7  | +34 | 32 | Kwalificatie voor kampioenenronde |
| 2 | FC Lusitanos          | 14 | 10 | 0 | 4  | 50 | 11 | +39 | 30 | Kwalificatie voor kampioenenronde |
| 3 | UE Sant Julià         | 14 | 9  | 3 | 2  | 41 | 14 | +27 | 30 | Kwalificatie voor kampioenenronde |
| 4 | UE Santa Coloma       | 14 | 9  | 2 | 3  | 35 | 17 | +18 | 29 | Kwalificatie voor kampioenenronde |
| 5 | FC Ordino             | 14 | 6  | 2 | 6  | 26 | 27 | -1  | 20 | Kwalificatie voor degradatieronde |
| 6 | FC Encamp             | 14 | 4  | 1 | 9  | 21 | 47 | -26 | 13 | Kwalificatie voor degradatieronde |
| 7 | Inter Club d'Escaldes | 14 | 2  | 1 | 11 | 11 | 41 | -13 | 7  | Kwalificatie voor degradatieronde |
| 8 | CE Principat          | 14 | 0  | 1 | 13 | 1  | 62 | -61 | 2  | Kwalificatie voor degradatieronde |

## Tweede ronde

### Kampioensronde
|   | Club            | WG | W  | G | V | DV | DT | +/- | P  | Kwalificatie                                   |
| - | --------------- | -- | -- | - | - | -- | -- | --- | -- | ---------------------------------------------- |
| 1 | FC Santa Coloma | 20 | 13 | 3 | 4 | 50 | 12 | +38 | 42 | Eerste voorronde UEFA Champions League 2014/15 |
| 2 | UE Santa Coloma | 20 | 12 | 3 | 5 | 40 | 24 | +16 | 39 | Eerste voorronde UEFA Europa League 2014/15    |
| 3 | UE Sant Julià   | 20 | 11 | 5 | 4 | 46 | 19 | +27 | 38 |                                                |
| 4 | FC Lusitanos    | 20 | 11 | 2 | 7 | 57 | 20 | +37 | 35 |                                                |

### Degradatieronde
|   | Club                  | WG | W | G | V  | DV | DT | +/- | P  | Degradatie                                 |
| - | --------------------- | -- | - | - | -- | -- | -- | --- | -- | ------------------------------------------ |
| 5 | FC Ordino             | 20 | 9 | 5 | 6  | 41 | 24 | +7  | 32 |                                            |
| 6 | FC Encamp             | 20 | 7 | 4 | 9  | 34 | 53 | -19 | 25 |                                            |
| 7 | Inter Club d'Escaldes | 20 | 3 | 2 | 15 | 16 | 55 | -39 | 11 | Play-off om degradatie naar Segona Divisió |
| 8 | CE Principat          | 20 | 1 | 2 | 17 | 8  | 75 | -67 | 5  | Degradatie naar Segona Divisió             |

## Play-offs promotie/degradatie
De nummer zeven van de Primera Divisió (Inter Club d'Escaldes) speelt een play-off tegen de runner-up van de Segona Divisió (CE Jenlai) om één plaats in de Primera Divisió 2014/15.
|                   |                       |       |           |                                 |
| 11 mei 2014 18:00 | Inter Club d'Escaldes | 4 – 0 | CE Jenlai | DEVK-Arena, Sant Julià de Lòria |
| 11 mei 2014 18:00 |                       |       |           | DEVK-Arena, Sant Julià de Lòria |

|                   |           |       |                       |                                 |
| 18 mei 2014 18:00 | CE Jenlai | 1 – 2 | Inter Club d'Escaldes | DEVK-Arena, Sant Julià de Lòria |
| 18 mei 2014 18:00 |           |       |                       | DEVK-Arena, Sant Julià de Lòria |

Inter Club d'Escaldes won met 6-1 op basis van twee wedstrijden en komt volgend seizoen dus weer uit in de Primerá Divisió. CE Jenlai zal volgend seizoen uitkomen in de Segona Divisió.
Atlètic Club d'Escaldes ·
CF Esperança d'Andorra ·
FC Santa Coloma ·
Inter Club d'Escaldes ·
FS La Massana ·
FC Ordino ·  
FC Pas de la Casa ·
Penya Encarnada d'Andorra ·
FC Rànger's ·
UE Santa Coloma
Nationale competities:
Albanië · Andorra · Armenië · België · Bosnië en Herzegovina · Bulgarije · Cyprus · Denemarken · Duitsland · Engeland · Estland ('13 '14) · Faeröer ('13 '14) · Finland ('13 '14) · Frankrijk · Gibraltar · Griekenland · Hongarije · IJsland ('13 '14) · Ierland ('13 '14) · Israël · Italië · Kazachstan ('13 '14) · Kroatië · Letland ('13 '14) · Litouwen ('13 '14) · Luxemburg · Macedonië · Malta · Moldavië · Montenegro · Nederland · Noord-Ierland · Noorwegen ('13 '14) · Oekraïne · Oostenrijk · Polen · Portugal · Roemenië · Rusland · San Marino · Schotland · Servië · Slovenië · Slowakije · Spanje · Tsjechië · Turkije · Wales · Zweden · Zwitserland
Europese competities: Super Cup 2014 · Champions League · Europa League